# Giovanni Bausan
Giovanni Bausan (né à Gaète le 14 avril 1757 et mort à Sorrente en 1825) était un militaire napolitain, officier de marine du royaume des Deux-Siciles.

## Biographie
Issu d'une famille militaire d'origine espagnole (le grand-père Giuseppe avait été colonel et le père Giuseppe lieutenant général), il fut enrôlé très jeune à l'Académie Navale Royale et en octobre 1775 il obtint le grade d'enseigne. Après avoir participé à la guerre d'Indépendance américaine à bord du navire anglais HMS Marlborough entre 1779 et 1783 sous la direction de Francesco Caracciolo, il participe en 1784 au bombardement d'Alger en commandant le  Robusto avec le grade d'enseigne de vaisseau. Il a par la suite participé aux guerres de la première coalition contre la France révolutionnaire, notamment au siège de Toulon en 1793 . 
En décembre 1798, en pilotant la corvette Aurora au large de Palerme, il sauve,  avec l'aide d'Horatio Nelson, le roi de Naples Ferdinand IV d'une forte tempête pendant sa traversée pour fuir vers la Sicile.  
L'année suivante, il rejoint la République napolitaine, mais après la chute de cette dernière, il est d'abord arrêté, puis libéré et finalement contraint d'émigrer à Marseille en 1800. Ce n'est qu'en 1806 qu'il a pu retourner à Naples, quand il a été chargé de commander la frégate Ceres . Plus tard, il est devenu le protagoniste des actes héroïques à la fois dans le Siège de Gaète (1806) et dans l'entreprise de Capri en 1808. 
Après avoir obtenu le titre de baron en 1811 pour ses mérites militaires, entre 1815 et 1820, il a obtenu des postes mineurs, après quoi il a été élu député et nommé commandant des flottes engagées pour lutter contre les soulèvements qui ont éclaté à Palerme en 1820. 